# Dindica
Dindica là một chi bướm đêm thuộc họ Geometridae.

## Các loài
- Dindica alaopis Prout, 1932
- Dindica basiflavata
- Dindica discordia Inoue
- Dindica erythropunctura
- Dindica glaucescens
- Dindica hepatica
- Dindica kishidai
- Dindica koreana
- Dindica limatula
- Dindica malayana
- Dindica marginata Warren, 1894
- Dindica olivacea Inoue, 1990
- Dindica owadai
- Dindica pallens
- Dindica para
- Dindica polyphaenaria (Guenée, 1857)
- Dindica purpurata
- Dindica semipallens
- Dindica subrosea Warren
- Dindica subsimilis
- Dindica sundae
- Dindica taiwana
- Dindica tienmuensis
- Dindica wilemani
- Dindica virescens Butler
- Dindica wytamani
- Dindica yuwanina